# Michael Emmert
Michael Emmert (* 15. Mai 1954 in Bad Neustadt an der Saale) ist ein deutscher Künstler mit dem Schwerpunkt Malerei. Er studierte Pädagogik, Kunsterziehung und Philosophie in Würzburg. Es folgten verschiedene Tätigkeiten im sozialen Bereich, aber auch redaktionelle und journalistische Tätigkeiten, darunter für die Kulturzeitschriften Blattwerk und Quer.
Erste Ausstellung 1980, seit 2003 ist er als freischaffender Künstler tätig. Zu seinen Werken zählen Öl-, Acryl- und Aquarellbilder, digitale bzw. digitalisierte Kunst, Zeichnungen und Mischtechnik, sowie Materialexperimente. Zentrales Thema seiner Arbeiten sei nach eigener Aussage „das Beziehungsgeflecht zwischen Farbe, Form und Struktur, wobei je nach Bild ein Element überwiegen“ könne. Seine Bilder entwickelten sich ohne feste Vorstellung „aus sich selbst heraus“. Grundlegend seien dabei seine experimentelle Grundhaltung und das Experimentieren mit ungewöhnlichen Materialien.

## Ausstellungen
Als Mitglied des Rhöner Künstlervereins; Beteiligung an Gruppenausstellungen:
- 1984 Gymnasium Mellrichstadt
- 1985 Markthalle Ostheim
- 1987 Amtshaus Bad Neustadt/Saale
- 1989 Disharmonie Schweinfurt

Als Mitglied der Würzburger Künstlergruppe Die Differenten:
- 1991 Happening in Würzburg
- 1992 Stadtteilzentrum Grombühl in Würzburg

Einzelausstellungen (seit 1980):
- 1980 Klosterhof-Galerie Tauberbischofsheim
- 1985 Galerie Vorndran Schweinfurt
- 1987 Galerie Sendner Bad Neustadt an der Saale
- 1987 Ausstellung am Centre George Pompidou Paris
- 1990 Progalerie Würzburg
- 1994 Performance mit Michael Ibach beim Wütival in Würzburg
- 1994 Lesung und Ausstellung zur „Fiesta Finale“ der „Zeitschrift für angewandtes Alphabet und Kunst“ Göttingen
- 1996 Galerie in der Färbergasse Lohr
- 2004 Goldschmiede Böhnlein Würzburg
- 2005 Medien Streu Ostheim
- seit 2006 Dauerausstellung Artstore Bad Neustadt an der Saale
- 2007 Ausstellung bei der Provinzlesung Kalte Buche in der Rhön
- 2010 Ausstellung Kunstvilla am Donsenhaug Bad Neustadt an der Saale

## Veröffentlichungen
- Tanz. Gedichte, Engpol-Medien, Ostheim/Rhön 1994. Auf Tonkassette, 2003, ISBN 3-929375-19-2.
- Silberstreif. Gedichte, Bunte-Raben-Verlag, Lintig-Meckelstedt 1996, ISBN 3-9804214-7-3.

Hinzu kommen Veröffentlichungen in verschiedenen Literaturzeitschriften und Anthologien, sowie (seit 2000) Gedichtbände im Eigenverlag.